# Sociedade Esportiva do Gama
La Sociedade Esportiva do Gama, más conocida como Gama es un club de fútbol brasileño, con sede en Gama, Distrito Federal. El club fue fundado en 1975 y juega en el Campeonato Brasiliense, la primera división de fútbol del Distrito Federal.

## Palmarés

### Torneos nacionales
- Serie B (1): 1998
- Subcampeón de la Serie C en 2004

### Torneos estaduales
- Torneo Centro-Oeste (1): 1981
- Campeonato Brasiliense (13): 1979, 1990, 1994, 1995, 1997, 1998, 1999, 2000, 2001, 2003, 2015, 2019, 2020